# 俺は星間国家の悪徳領主!
『俺は星間国家の悪徳領主！』（おれはせいかんこっかのあくとくりょうしゅ）は、三嶋与夢による日本のライトノベル。イラストは高峰ナダレが担当している。 小説投稿サイト『小説家になろう』にて2018年8月から連載を開始。当初の題名は「星間国家が存在する異世界に転生したので悪徳領主を目指してみた！」、改題は第2章で触れられている。元々は筆者の他作品である「セブンス」の7巻の宣伝の為に書かれた作品であり、その後もWeb版では前書きや後書きにて小ネタ的な会話を交えた宣伝が行われており、『宣伝について色々と感想を書かれますが、これからも宣伝はします。』『宣伝するために書き始めた作品ですが、今後とも応援よろしくお願いいたします。あと「宣伝するな！」という感想が届きますが、宣伝を止めればこの作品も更新が止まります。』などとコメントされている。
Web小説をもとに内容を加筆・修正を加えた書籍がオーバーラップ文庫（オーバーラップ）より2020年7月から刊行されている。また、メディアミックスとしてコミカライズされ、Webコミックサイト「コミックガルド」より2021年5月から連載開始され、アプリ「コミックガルド＋」のリリース後はそちらで最新話を掲載している。「次にくるライトノベル大賞2021」では総合部門5位、Web発文庫部門1位をそれぞれ獲得している。2024年10月時点で電子版を含めたシリーズ累計部数は90万部を突破している。
スピンオフ作品『あたしは星間国家の英雄騎士！』（Webでの題名は「あたしの悪徳領主様!! 〜俺は星間国家の悪徳領主！ 外伝〜」）も書籍化され、本スピンオフ作品のコミカライズも、2023年7月より本編のコミカライズと同じくアプリ版の「コミックガルド＋」で先行掲載の後、サイト版の「コミックガルド」にて連載されている。2025年4月から6月までテレビアニメが放送された。
信頼する妻に裏切られ、絶望の中で最後を迎えた男が、星間国家のある異世界に転生し悪徳領主（？）として成功していく物語。

## あらすじ
主人公は、転生前の世界で妻から手ひどい裏切りを受け、絶望の中で最後を迎える。臨終の間際に謎の案内人の誘いのまま異世界へ悪徳領主となるため転生する。転生先は封建制度をとった星間国家アルグランド帝国で、バンフィールド伯爵家の嫡男リアム・セラ・バンフィールドとして転生するもわずか5歳で父親より家督を譲られてしまう。バンフィールド家は祖父の代から贅沢三昧で財政的に傾いており、リアムの父は5歳になる息子に仕送りは忘れないでとの一言を残し、家督を譲り首都星へ隠居（という名の放蕩生活）してしまう。取り残されたリアムは、自らの乳母として購入されたアンドロイド天城の力をかり、バンフィールド家の財政・軍の立て直しを図る。また、怪しげな剣の師匠安士（ヤスシ）から一閃流の免許皆伝を受け最強の剣士となる。領地の立て直しもある程度進んできたところで、バンフィールド領はゴアズ海賊団の襲撃を受ける。これを一閃流の力で見事撃退したその際、「姫騎士」ティアを助け出し彼女は自ら望んで、リアムの騎士となる。

## 登場人物
声の項はテレビアニメ版の声優。

### 主要人物
リアム・セラ・バンフィールド
声 - 花江夏樹、前田佳織里（幼少期）、宮田俊哉（前世の俺）
本作の主人公。現代世界で妻子と3人で仲良く暮らしていたが、信じていた妻に自分の上司と浮気の上に離婚されただけではなく子供は自分の子ではなかった。離婚の責任と妻の借金を押し付けられ会社をクビになり(アニメ版では上司の横領の罪を押し付けられ)、妻への慰謝料と自分の子供ではないのに養育費のためのバイト漬けの中で食うや食わずの悲惨な最後を迎える。その直前に“案内人”の誘いによって星間国家の領主に転生する。転生の際に、正直者で生きたことを後悔し悪徳領主になることを決心する。転生後はアルグランド帝国の伯爵の嫡男となり、転生早々伯爵位を譲り受ける。黒髪と紫の瞳を持つ。伯爵から公爵家との政略結婚により、次期公爵ロゼッタの爵位を奪い公爵となる。予備役の帝国軍大将。使う剣術は一閃流。免許皆伝の腕前。実戦でこの世界最強の騎士。愛機はアヴィド。転生直後に前伯爵の父と母に捨てられ、また伯爵領は長年の領主の怠慢のため荒れ果てており、借金漬けで、絶望的な状況だった。これでは悪徳領主として民から搾り取ることも出来ないと判断したリアムは家臣団、領軍の改革を断行し、バンフィールド領を豊かに、バンフィールド領軍を精強にする。改革の際、反発する家臣は惨殺を含め厳しい態度で臨むが、一方で有能な家臣は厚遇する度量を見せる。自らの財産を奪う者は許さない悪徳領主と自認しているが、それが領民思いの慈悲深い名君として定着してしまっており、そう扱う領民を頭がおかしいと考えている。何かと自身の身分と財力を自慢するが、皮肉混じりに語るため、周囲からは個々人の能力より身分を優先する制度に対する批判と取られている。
実際は正直で、真面目で贅沢を好まない性格、金銭感覚も前世のものを引き継いでしまったので本人が贅沢だと思っていても周りから見れば質素に見える。美女を集めてハーレムを作ることも企んでいるが、自身の下で働くという時点で容姿に関しても厳選されている上、宇宙に広まったことで各星域ごとに極端化した美的感覚や文化に理解が追いつかず敬遠するため、ごく身近な者以外からはストイックな人物なのだと見られている。黄金を好むが、作中世界ではミスリルなど魔法素材の方が価値が高く、周囲からは物好きに見られている。
初陣のゴアズ海賊団との戦いで大金をせしめたのに味を占め海賊を「俺の財布」と称し『海賊殺し』と異名をとるほど海賊狩りに努める。海賊に加担した貴族も容赦せず滅ぼすため多くの貴族から恨みを買っている。結果、裏社会では高額賞金首になっている。一方でウォーレス皇子のパトロンになる、2000年間帝国の問題であったクラウディア公爵家を救うなど、良識派の貴族からの支持も厚い。ただし、貴族の見本となる善行の全ては本人が無自覚にやっており、自分自身の評価と周りの評価は一致していない。アンドロイドである天城を大切にしており、天城を人形呼ばわりすれば物理的に首が飛ぶ。
リアムの愛刀
ゴアズ海賊団を潰した際に手に入れた刀。非常に切れ味に優れ、手に馴染むためリアムも気に入っている。何か特殊な素材か製法で出来ているようで傷ついても自己修復し、案内人や魔王などといった「物理攻撃の効かない相手」が恐れおののく程の効果を発揮する。
リアムが自身や配下の騎士たちの集めた腕利きの刀匠たちにも分析が出来ず、使うのは止めた方が良いのではないかと言われるがリアムは気にしていない。

案内人
声 - 子安武人
シルクハットをかぶり、ストライプの燕尾服姿の謎の人物。転生さえ司ることのできる存在。実は転生前の主人公の不幸は案内人が仕組んだもので、転生後のリアムも不幸な人生を送ることを企んでいる。悪意を取り込むことで生きており、感謝されると逆に激しい痛みに襲われる。リアムを不幸のどん底に落としそうとして、ゴアズ海賊団、レーゼル子爵家、バークリーファミリーを使うもことごとく裏をかかれる。リアムは転生後の人生は案内人のおかげで素晴らしいものになったと大いなる勘違いしており、そのリアムの大きな感謝の気持ちが案内人の力を奪う。リアムに近づこうにも、彼から発せられる感謝の心と彼に守られている領民の感謝が障壁となって近づくことが出来ず、そうやって蓄積された感謝の心が謎の光によって直接撃ち込まれてダメージを受けている。最も力を奪われたときはシルクハットに針金のような手足が生えた姿になる。この形態になることが常態化してからは、自身の存在を維持するエネルギーを得るために悪人から悪意を吸い尽くして悪事を働く気力のない、無気力だが平穏を求める人間にしてしまう様になっている。ただし、自身に縁付けた存在の悪意以外は吸収効率が悪く、すぐ枯渇してしまう。
謎の光
子犬のような形をしている。その正体はリアムが転生前に飼っていた犬で、影から案内人の邪魔をしリアムを助ける。リアムからの（勘違いからくる）感謝の心を攻撃に変えて案内人に撃ち込んだりもしている。
天城（あまぎ）
声 - 上田麗奈
本作のメインヒロイン。上腕部に刻まれた識別コード（基本的に隠すことは認められない）を除けば人間と見分けがつかないアンドロイド。黒髪のロングをポニーテールにまとめ、前髪は右側が長く左側は後ろへと流し、スタイルは巨乳でグラマラス、クラシカルなメイド服に身を包んでいる。リアムの両親である前代の伯爵夫婦が自分たちの代わりにリアムを育てるためにリアムに買い与えた。容姿はリアムの好みで作られ性交可能である。本作品の世界では、かつて人工知能の反乱がおきたため、人工知能を積んだアンドロイドを“人形”と蔑みタブー視する傾向にある。そのためリアムの今後のことを思い何度もリアムから身を引こうと申し出るが天城に依存しているリアムが許さない。人工知能のはずなのに後述のマシンハートと同化せずリアムを思うと胸が痛むことがある。
バンフィールド邸では天城を基本形とした量産型アンドロイドが邸内の機密度の高い場所を管轄している。個別に名前も付けられておりそれによって個性も生まれている。物理的な労働は彼女らの思考リソースを大して使用しないため退屈しており、ネット内に設置した自分たち専用のチャットスペースではかなりぶっちゃけたトークを繰り広げている。
安士（やすし）
声 - 三木眞一郎
一閃流の開祖。剣士としては三流以下の香具師・大道芸人。とりあえず様々な武術は学んでいるがどれも長続きしなかった。リアムが領主になる前のバンフィールド家は評判があまりにも悪く、剣術の師範としてこのレベルの人間しか雇えなかった。リアムを食い物にしようとして剣術の指南役で伯爵家に取り入るが、安士が剣術修行と称したデタラメな課題を、リアムがすべて達成してしまう。また、自分が手品まがいで見せた一閃流を実現してしまい青くなる。天城は安士の剣術としての能力をかなり疑っているがリアムが安士に絶対の信頼を置いており相当以上の成果を出しているため何も言えない。リアムからの尊敬の気持ちを重く感じるとともにどんどん上がっていく実力が恐ろしくなり、適当な理由をでっち上げ、バンフィールド領を逃げ出す。だが、どこへ行っても一閃流の剣士としてのリアムの名声とその師として命を狙われるため、リアムを殺せばよいと案内人にそそのかされ、孤児だった風華（ふうか）と凜鳳（りほ）をリアムへの刺客として育てる。ただ、リアムに負けた時の自分自身の保険に負けたら素直に兄弟子に従えと中途半端なことを言ってしまったので、風華、凜鳳がリアムの下につき、バンフィールド家の戦力の増強になってしまって案内人を怒らせた。リアムが覇王国の王太子を破ったことで他国からも師範として請われるようになり辺境に逃げるが、今度は嫁のニナにそそのかされたことで安二郎を名乗り元祖一閃流を編み出し、リアムに敵対するも元祖一閃流の弟子たちがすべてリアム、風華、凛華に敗れ元祖一閃流の開祖安二郎は死んだことにして難を逃れる。胸に大きな傷があり、それがもとで一閃流の剣士として終わったと自称しているが、実は嫁のニナから逃げようとして、ニナに刺された傷。
剣士としては問題にならないほど弱いが、リアム、風華、凜鳳、そして元祖一閃流の弟子たちを育て上げた手腕から剣の師匠としては超一流である。内心では弟子たちを化物呼ばわりしながら、保身のためにその場その場でハッタリをかまして場を治めてしまうので本人的には望まない形で立場が向上している。天城だけではなく、リアム本人を疑っているシエルやリアムを尊敬する直弟子・エレンなどからは、その胡散臭さと強さを感じられないあたりを怪しまれている。
ニナとの間には「安幸（やすゆき）」という息子が生まれている。
ニナ
安士の妻。かなりのヤンデレかつダメンズ好き。稼ぎがない夫に愛想を尽かすどころか逃げる安士を刺してでも引き留め、辺境に逃げるのにも付いて行くほど執着している。ロクデナシな夫と違ってかなり優秀で一家の稼ぎ頭。安士に元祖一閃流道場を開くようそそのかしたりしているが、家族を保護して安士との結婚式まで世話してくれたリアムには感謝するようになる。保護されて以降はバンフィールド領でバリバリ働いているようで、リアムの相談役という無職状態の安士はますます立場を失くしている。
安幸（やすゆき）
安士とニナの息子。2人の子とは思えないほど真っ直ぐ育っている。web版では安士から「（自分の息子なんだから）才能はない」と言われているが、騎士を志す。預かったクラウスが驚くほどの才能を文武揃って見せている。

ロゼッタ・セレ・クラウディア
クラウディア公爵家の一人娘。黄金色に輝く金髪縦ロール、つり目で目は青く胸が大きくスタイルもよい。幼年学校でリアムと出会い、後にリアムの正室で公爵夫人となる。クラウディア家は2000年前の皇位継承争いに敗れたため、当時の皇帝に貶められた名ばかりの貧乏公爵家であり、ロゼッタは貴族として十分な教育も受けられていなかった。生まれた時から、蔑まれることが決定づけられ、友達もおらず、幼年学校でも孤立していた。何とか、出世をしてクラウディア家を再興しようとして頑張るもこの世界の標準であるカプセル教育、身体強化さえろくに受けておらず、成績は最下位。それでも何とかしようと寝ずに頑張っているがとても追いつかず、心が折れかかっていた。小さいころから友達に裏切られ続け、他人に絶望しており、どんな人に対しても冷たい態度で接しているが、リアムはそれを面白がり、頻繁に声をかけるようになる。所詮金持ち貴族の一時の遊びとリアムを無視しているが、心の中では理想的貴族の見本のようなリアムに憧れ嫉妬し反発していた。ロゼッタの婚約者を自称するリアムにはクラウディア家のどうにもならない現状から救い出してくれるのではないかと心のどこかで期待していた。そののちリアムとの正式な婚約が決まると、今までの冷たい態度から180度転換。リアム大好きっ娘になり、鋼の精神をもったロゼッタと幻想を抱いていたリアムを失望させる。婚約者になってからはリアムのために人一倍努力し、リアムと結婚した後は名実ともにバンフィールド公爵家夫人として堂々とした立場をとれるほど成長する。リアムのことはマリーと相談し（ロゼッタの先祖が夫をダーリンと呼んでいたマリーの回想がある）『ダーリン』と呼び周囲に微妙な顔をさせる。
ニアス・カーリン
声 - 竹達彩奈
帝国第七兵器工場の技術将校。残念娘枠の一人。知的な雰囲気を持つ美女で、黒髪を肩まで伸ばし、メガネをかけている。巨乳。技術将校としてはリアムが認めるほど有能であるのだが、制作する兵器は性能がとんがりすぎてしまい、非常に使いづらいため全く売れない（機能性を優先しすぎて外観や内装にまで気が回らないこと自体は帝国第七兵器工場全体の傾向）。色仕掛けでリアムに売り込みをかけるも無理があり相手にされなかったが、最終的には給与が下がったことで生活レベル自体落ちた哀れっぷりから売れ残った兵器を買ってもらっている。前述の通り性能に問題はないものの「予定外の出費」であるため、当のリアムは天城からお説教される。
実は「マッド・ジーニアス」の異名を持つ天才エンジニアだが、他人に対して無関心な対人スキルの低さから営業職に回されていた。現在も工場にいる時は他人には無関心だが、リアム関連だと態度が一変するため親しみやすくなったと思われている。一度はアヴィドを黄金色に塗れとのリアムの命令に逆らうが（結局泣きながら金色に塗った）、その能力をリアムが惜しむために殺されなかった。完成後にはリアムが良く乗艦している、高性能超弩級戦艦アルゴスの開発者でもある。改修したアヴィドやアルゴスに頬ずりするなど開発した兵器に母性を感じる人。
ユリーシア・モリシル
声 - 引坂理絵
帝国第三兵器工場の技術将校。軽くウェーブしている黄色の髪を持ち背中に届く長さで、優しそうな垂れ目で瞳は緑色。美人。残念娘枠の一人。帝国第三兵器工場はデザイン性やコストも考慮して高品質の兵器を開発しているが、ニアスなどからは「金をケチって手を抜いている」と評されている（もっとも、アヴィドの様なワンオフ機ならともかく、量産機なら下げられる部分のコストは下げるのが常識）。
色気でニアスに負けリアムに振られたために、その悔しさをバネに、軍の再教育に志願し、いずれ士官学校に入学するはずのリアムを篭絡した上で手ひどく振る事を目指す。リアムの副官になるため特殊部隊に入るなど軍人としてエリート街道を歩む。ぜひ部下にと考える上層部が多いほど有能であり、目指すリアムの副官の座を手に入れる。しかしやっぱり天然のニアスには負けてしまう。リアムの温情で手ひどく振るシーンを用意されるが、その場で「ここでリアムを振ったら、これ以上の好条件はない」と気が付き、リアムを振らずにそのままちゃっかり妾候補になる。元から玉の輿を望んでいたからか、ロゼッタを怒らすほどの贅沢三昧し、SNSで同僚にその贅沢ぶりを見せつけ煽るなど俗物的な生き方をしている。バンフィールド領でお世継ぎデモが起きた時はちゃっかりユリーシア様も大事にしろデモの先頭に立つが、お家騒動が起きた際には断罪されるのを恐れて引き籠っていた。リアムの副官として軍務につくときは非常に有能である。
トーマス・ヘンフリー
声 - 佐々健太
バンフィールド伯爵家に出入りする商人。悪徳領主を目指すリアムからは「越後屋」と呼ばれて妙な小芝居に付き合わされるが、堅実な領地運営に将来性を見出して協力している。
クルト・セラ・エクスナー
レーゼル子爵家の修行でリアムと同期になる。ショートヘアーの癖のある金髪で、紫色の瞳の美形。男爵家の嫡男。アーレン流剣術免許皆伝の為、当初は一閃流という聞いたことのない流派を使うリアムを侮っていた。剣を交えてリアムの強さを知ったことで仲良くなる。リアムが士官学校に進んだ際に大学進学を優先したため一時別れる。後に皇族のセシリアと婚約する。リアムとカルヴァンの戦いに参加した際に鹵獲したアヴィドの量産機パイロットして作られたリアムのクローン女児を「リリー」と名付けて引き取る。
web版ではリアムのために性転換しようか悩む。（この世界では案外簡単に遺伝子レベルで性転換が可能である。）
リーリエ
小説版オリジナルキャラクター。クルトがリアムへ気持ちが友情なのか愛情なのかを確かめたくて、禁止薬物を使い性転換した女性。薬の力によって青色のストレートの髪で灰色の目に変えている。男としてのクルトはこんなことやめなければと悩むが、女性のリーリエとしてはリアムをかなり意識している。リアムとの付き合いが疎遠になっても、却ってその感情を拗らせており、シエルが職務を越える行為をした際には自分が性転換して代わりになると宣言した上、シエルが戦慄するほどの嫉妬を目に宿していた。
リリー
クレオがアヴィドの量産機を扱うために作られ「3588」と番号付けされたリアムのクローン女児。案内人の助力によりクローンで唯一生き残る。身体的には成人しているが、機動騎士の制御以外に教育を受けておらず情緒面は子供。リアムを倒すために干渉してきた案内人を「帽子さん」と呼んで慕っていたが、アヴィド量産機搭乗前に怪我をしていたうえ、リアムと戦った事のあるクルトに行動を読まれ敗北。クルトに敗れたのち妹として引き取られ、リリーという名を与えられた。唯一の一閃流の剣士では無いのに一閃を使える人物。
エイラ・セラ・ベルマン
書籍から登場したキャラクター。レーゼル子爵家の修行でリアムと同期になる。男爵令嬢でリア×クルを正統とし、リア×レス、クル×レスを邪教と断じる腐った人。幼年学校でリアムとクルトの間に入ってきたウォーレスを蛇蝎のごとく忌み嫌っている。リーリエの真実を知ると目からハイライトが消え、自らが愛する腐った世界を守るため、安易に性転換可能な禁止薬物の摘発に邁進している。
ウォーレス・ノーア・アルバレイト
帝国第百二十皇子。ストレートの青い髪、幼年学校入学時にピアスのようなアクセサリーを付けて来るなど皇族としてどうかという恰好をしている。皇位継承権が低いため、微妙な立ち位置の皇子。元々、百番以降の皇子は扱いが雑で、知らないところで権力争いに巻き込まれて下手をすると命さえとられるため、一刻も早く皇室から抜けることを考えていた。他貴族に婿入りし独立しようと幼年学校でナンパしまくるが本人が毒にも薬にもならない性格のため誰からも相手にされなかった。リアムが皇子を子分にするのは面白いと考えパトロンとなる。その後はリアムの取り巻きの一人としてリアムの破天荒な人生に巻き込まれる。前述の通り、皇族としても軍人や官僚としても並み以下だが、リアムからパーティーの仕切りを任されるようになり、バンフィールド家の宴会部長となる。
獅子神風華（ししがみ ふうか）、皐月凜鳳（さつき りほ）
リアムの妹弟子。安士の命令でリアムに挑むが、返り討ちに遭いリアム預かりとなる。リアムは騎士として育てることが安士の望みだと判断したが騎士教育以前の問題ということで、セリーナに預けられてメイド見習いをやらされたりした。騎士としてはアヴィドを量産したアマリリスを駆る。孤児だった自分たちを育ててくれた安士を慕っており、息子の安幸に至っては弟分として目に入れても痛くない様子で、暇さえあれば構い倒している。
風華は二刀使いの一閃流の女剣士。オレンジ色の髪を持ち風に揺られ広がると、獅子のたてがみのように見える。女性らしい豊かな胸を持つ。アーレン流剣術の総本山に乗り込み剣聖の当主を破る。一人称は「俺」で、一見するとガサツな様に見えるが家族というものに思い入れが強く、剣の修業をしたのも家族と認識した安士や凜鳳、リアムと一緒にいたいからで、戦うこと自体にはそこまでの執着がない。
凜鳳は一見すると細く華奢に見えるが女性らしい体つきをしている。僕っ子。剣聖の称号をもつクルダン流の当主を破る。その際、血まみれの道場から動画投稿をする。自称「帝国一の血生臭いアイドル剣士」で、チェンシー同様に昏い戦闘狂な面がある。そういった面で明朗な風華に引け目を感じていた。チェンシーに心の闇を指摘されたことを切っ掛けに暴走するが、安士の「光も闇も力の一つ、その力を使いこなして見せよ」というその場のハッタリで持ち直す。
シエル・セラ・エクスナー
クルトの妹で、ブラコン。銀色のゆるふわのロングの髪型で紫色の目の持ち主で顔立ちはクルトに似ている美少女。体はスレンダーで小柄。大好きなお兄様を悪い道へと誘おうとしているリアムを毛嫌いしている。おおむねリアムの性格を正確に理解している唯一の人物。そのため、鋼の女じゃなくなったロゼッタの代わりにリアムにからかわれる立場となる。小説版ではリアムのために性転換したクルトに衝撃を受けるが、それ以上の衝撃を受けているエイラにドン引きしている。後にロゼッタ付きのメイドになる。リアムのおもちゃ1号。
マリオン・セラ・オルグレン
宮殿での出仕時代のリアムの後輩。キザっぽい貴族の子弟で複数の女性と付き合っているが実は女性で男装している。オルグレン子爵家の当主になる野望を抱き、帝位継承争いでリアムを陥れようと暗躍するが、全てがリアムにばれていた。リアムに敵対した結果、援助の対価として主筋の辺境伯からリアムに売り渡される。男装を好んでいたが、リアムにかわいらしいドレス姿を強制される。恋愛対象は女性。その後能力を買われスパイ活動をさせられているが、リアムの信頼度は低い。リアムの前ではいつもドレス姿を強要されている。リアムのおもちゃ2号。征伐軍とバンフィールド家の戦闘時の覇王国の帝国侵攻に協力した。
エリオット
帝国の御用商人、クラーベ商会会長。バークリー家と手を切りたいと思いリアムに支援を求める。
パトリス
帝国全土で商売をしているニューランズ商会幹部。代替わりの際会長になる為、他幹部と関わりが無いリアムに支援を求める。

### バンフィールド家
リアム・セラ・バンフィールド
主人公を参照
アリスター
リアムの曽祖父。バンフィールド領を栄えさせたが、息子（リアムの祖父）の教育には失敗し、自身の死後は領地の衰退を招いた。アヴィドの最初の所有者。
クリフ・セラ・バンフィールド
声 - 福島潤
リアムの父親。5歳になるリアムに借金まみれの領地を押し付け、自らは首都星に屋敷を購入し、まだ右も左もわからぬリアムに仕送りよろしくと放り出すクズ。この世界の辺境貴族の標準で、彼も父親（作中時点でも存命）に当主を押し付けられた。父親共々リアムに縁を切られたことで、新しい息子を拵えリアムが行方不明になった際には次男を新当主に据えようとしたが、リアムが帰還したことで失敗した。
ダーシー・セラ・バンフィールド
声 - 野田順子
リアムの母親。父親と同じくクズ。遺伝子上の母親ではあるが、この世界の標準である人工子宮（カプセル）によって育て生んでいる。
アイザック・セラ・バンフィールド
リアムから縁を切られた両親が、リアムに代わる当主とするために拵えた次男。首都星の屋敷で親の価値観そのままに育っており、リアムの功績など無視して自分こそ「公爵家当主に相応しい」と考えているガキ。リアムが召喚魔法によって行方不明になっている間にバンフィールド本星に乗り込んできたが、帰還したリアムにひと睨みされただけで失禁して気を失い、首都星に送還された。
エドワード・セラ・バンフィールド
リアムとロゼッタの息子。父親譲りの黒い髪と、母親譲りの青色の目を持つ。一閃流の師はリアムの弟子、エレン・セラ・タイラー。護衛兼遊び相手としてククリ配下の暗部・ナタも付けられている。
物心ついた時点で大貴族の御曹司だったこともあって少なからず傲慢。一閃流は貴族家の当主が学ぶような流儀ではないとも考えている。
藍那・セラ・バンフィールド（あいな・ー・ー）
リアムとロゼッタの娘。二人目の子でエドワードの妹。

### バンフィールド家家臣
ブライアン・ボーモント
声 - 上田燿司
リアムの曽祖父アリスターの代から、バンフィールド家に使える執事。若いころは、俳優、冒険者など色々目指しており、広い知識を持つ。涙もろく、リアムの慶事があればすぐに泣く。幕間に筆者の別作品の出演者である『若木ちゃん』と楽屋ネタ漫才を繰り広げる。
セリーナ
バンフィールド家の侍女長。かつては皇室で侍女長をしており、その経験と手腕を買われ、バンフィールド家に侍女長として招かれる。帝国宰相からのスパイだが、そこまで能動的に動くことはない。

### バンフィールド家騎士
騎士とは、訓練された兵士たちとも違う存在であり、鍛えられた兵士よりも強く、人外の実力を得た者たちの事をいう。優秀な戦士であり、同時に軍の指揮官でもある。A～Cといったランクがあり高ランクの騎士は実際の階級より上の権限が与えられる。
バンフィールド家では領内に騎士養成学校を開設しているが、そこを卒業しただけの騎士は、帝国が定める過程を修めた帝国騎士とは別枠であり「陪臣騎士」と呼ばれることもある。
クリスティアナ・レタ・ローズブレイア
声 - 小松未可子
愛称ティア。二つ名『姫騎士』。亜麻色のさらさらした長い髪の緑色の瞳の美女。「ゴアズ海賊団」により滅ぼされた星間国家の姫君にして一流の騎士。ゴアズに母星を救うとの約束の元に投降したが、裏切られゴアズに滅ぼされてしまい、その身はゴアズの異常な性癖のため酷い拷問と異形へと改造され、二度と元の姿に戻れないと思って死を望んでいた。リアムに救い出されたときは自ら死を願い出たがリアムの気まぐれで貴重なエリクサーを使ってもらい元の姿へと戻った。リアムに狂信的な絶対の忠誠を誓う。リアムが領主になって以降最初のバンフィールド家の騎士。騎士としてだけではなく政治方面でもかなり有能で、帝国騎士の資格を得るための修学中にも帝国宰相に自らの跡継ぎの候補にと望まれるもリアムへの忠誠のため断ってしまう。騎士としては（２ｍ５０ｃｍの男に負けたので）エレンやチェンシーに次ぐ実力、自らを苦しめた海賊を心底嫌悪しており、海賊狩りでは率先して活動している。一度は筆頭騎士の座についていた。有能ではあるがリアム様大好きで暴走も多い。特にマリーを化石女と呼ぶ犬猿の仲で、マリーとの争いとお互いにリアムの遺伝子を手に入れて子供を作ろうとしていたのも発覚したことで筆頭騎士の座を下ろされ、メイド扱いにされてしまう。その後対征伐軍戦での功績でナイトナンバー５となる。
マリーとの関係は近親憎悪に近いもので争いを煽っていた案内人の分体から逆にエネルギーを奪い取ってしまった。
ゴアズに滅ぼされた故郷に関しては今でも気に病んでいるが、『あたしは星間国家の英雄騎士!』の4巻で難民となっていた故郷の民と再会した際には変わらず慕われていた。
マリー・セラ・マリアン
2000年前の帝国騎士。薄紫で銀色に近いストレートロングの髪を持つ女性騎士。紫色の瞳の鋭い気の強そうな目をもつ。かつて帝国の三騎士と呼ばれるほどの腕前を持ち、二つ名『狂犬のマリー』と呼ばれていた。2000年前の皇位継承紛争に巻き込まれ、石化され指一本も動かせない状態で精神が壊れない呪いをかけられ、そのまま死ぬことも気が狂うこともできないまま忘れ去られていたところをリアムに救い出され、狂信的な絶対の忠誠を誓う。石化された経緯から帝国をひどく憎んでいる。2000年前自分が救うことのできなかった親友の直系の子孫であるロゼッタには親しみを感じ特に仲良くしている。騎士としてはティアと同等とするとエレンやチェンシーに次ぐ実力、かつ将軍としても有能である。先にリアムに救われたティアが筆頭騎士となり自分が次席騎士となっているため気に入らずティアをミンチ女と呼びよくぶつかる。ティアとの争いとお互いにリアムの遺伝子を手に入れて子供を作ろうとしていたのも発覚したことで次席騎士の座を下ろされ、メイド扱いにされてしまう。その後対征伐軍戦での功績でナイトナンバー６となる。
ティアとの関係は近親憎悪に近いもので争いを煽っていた案内人の分体から逆にエネルギーを奪い取ってしまった。
2000年前は当たり前だったアシストなしの機動騎士操縦に長けており、騎士団の新型やアヴィドのテスト騎士も務める。その際試作のアヴィドを自分専用機にしたいと言っていたが、どうなったかは明らかにされていない。　　　
クラウス・セラ・モント
バンフィールド家筆頭騎士。ナイトナンバー1。リアムの右腕とも呼ばれる。苦労人であるため年齢に比べて老けて見える。リアムの無茶ぶり（対王国との遠征軍の実質的司令官任命）の結果、敵味方から帝国最強の騎士と呼ばれるが、（遠征軍勝利はティアの功績で）実力は平凡な騎士。本人も帝国最強とは程遠いと自覚している。バンフィールド家一の常識人。ティアとマリーが筆頭騎士、次席騎士を下ろされたため、クラウスは繰り上がりで望んでいない筆頭騎士の座に就いた。本人は謙遜しているが、堅実な軍の運用、部下の裁量に任せる度量の大きさ、そして内心の動揺を表に出さないポーカーフェイスでバンフィールド軍を支えている。だが内心では周囲の人間が話が通じないタイプばかりでストレス性胃炎を発症していてよく胃痛を患っている。
ククリ
黒いマントに仮面をつけた巨漢。2000年前の帝国の暗部の頭目。マリーとともに一族郎党が石化されていたが、リアムに助けられた。一族を挙げてリアムに対する忠誠心は高い。また、マリー同様帝国のことを深く恨んでいる。騎士ではなく暗部なのだが、そのずば抜けた功績によってナイトナンバー2に列せられた。
クナイ
暗部の一員で仮面をつけた女性。リアムが召喚魔法によって未開惑星のアール王国に転移した際の警護役で一緒に転移した。召喚先の内情調査などを行うが、その際にリアムによって「クナイ」と名付けられる。リアムとしては呼び名が無ければ不便という程度の理由だったが、死ぬ際には一切の痕跡を残さぬ暗部ゆえに、自身が死んでも（身内である暗部以外で）名付けたリアムだけは自分のことを記憶していてくれると感謝している。
ナタ
リアムの長男であるエドワードに付けられている。子供ではあるが暗部の一員。護衛対象であるエドワードを優先するよう指示されているため、リアムが仕置きをする際などには取り押さえられる。
チェンシー・セラ・トウレイ
チャイナ服をベースにした騎士服をまとい、黒髪を両サイドにお団子してそこからツインテールが伸びている。女性騎士。一見戦闘には無縁の容姿をしている。バンフィールド家に来る前は戦場では敵味方関係なく撃破して「味方殺し」と呼ばれていたが、褒美に最強の騎士であり主君でもあるリアムとの死闘を望むほどの戦闘狂の騎士。風華、凜鳳という一閃流の二人を相手に互角に戦闘できるほどの力量を持つ、バンフィールド騎士ではエレンと同等の実力で撃破数も多く勲章を授与された。自分の裁量を認めてくれるため、クラウスにはおとなしく従う。クラウスに「好き」と言っている。
ダリー傭兵団が最初に襲撃してきた時には基地に来たセリーナを除く傭兵団員を皆殺しにした。セリーナは逃げた。
自らを悪徳領主と自負するリアムからは「自分の命を狙う者」ということで気に入られている。風華、凜鳳と戦った際には生身を捨ててナノサイボーグ化していたが、リアムは「生身の時より弱くなった」と断じて一瞬で機能を停止させられて無力化されたのちに生身に戻す処置をされる。
エレン・セラ・タイラー
リアムの直弟子でありナイトナンバー3。女性騎士。伸ばした赤髪をポニーテールにまとめ、片側を伸ばして左右非対称の前髪にしている。幼少のころリアムに才能を見出された。実子エドワードをエレンの弟子につけるほど、リアムはエレンを弟子として愛している。天城同様、安士についてはその実力について疑いのまなざしを向けている。
エマ・ロッドマン
バンフィールド領出身の騎士でナイトナンバー4。女性騎士。スピンオフ作品「あたしは星間国家の英雄騎士!（web版「あたしの悪徳領主様!! 〜俺は星間国家の悪徳領主！ 外伝〜」）」の主人公。趣味は機動騎士のプラモ作り。
騎士の不足を補うためにバンフィールド家が設立した騎士養成学校の卒業生だが、成績は芳しくない。初出撃でも民間人を人質に取られると言ったミスをして私設軍の掃きだめと言われる空母メレアに左遷されてしまう。しかし、騎士学校に入る以前から地元のゲームセンターに入っていた旧式の機動騎士シミュレータ筐体にのめり込んでいたため、作中時代の騎士としてはアシスト機能なしの操縦に馴染んでいるが、逆にアシストのある機体だと上手く動かせない。その点からリアムの目に留まったことが切っ掛けでネヴァンをベースに作られた試作実験機「アタランテ」を与えられており、運用するために改装された空母メレアの実質的な責任者ともなっている。
騎士となった当初は無邪気に正義の味方となることを目指していたが、多くの先輩騎士の指導やリアムの生き様から、それを貫くには時には「悪」と呼ばれるのを受け入れ、自らの我を通す意思と力が必要なのだと学ぶ。マリーから特訓を受けたことで、2丁のガンブレードによる近接戦に開眼する。
クローディア・ベルトラン
バンフィールド家に仕える大佐。女性騎士。騎士養成学校で教官も務めていたが、その厳しさからエマ達生徒に恐れられていた。無能な部下の裏切りで海賊に捕らえられた過去があり、それ故に無能な騎士を嫌悪している。
ラッセル・ボナー
エマとは同期の騎士学校卒業生。卒業時の成績も優秀でエマとの再会時には小隊長となっている。成績も振るわず初出撃でもミスをしたエマに「騎士に相応しくない」と忠告するが嫌っている訳ではなく生真面目なだけ。
父親は官庁務めの役人で汚職が蔓延していた当時、自身が腐ってしまう前に綱紀を正してくれたリアムに恩を感じている。
シャルメル・オダン、ヨーム・バルテ
ラッセル小隊の隊員。シャルメルは才能はあるが、撃墜手当狙いのノルマ以上の仕事はしようとしない。ヨームは祖父の代からバンフィールド家に仕えている家系。
ヘイディ、カルロ
マリーの副官および部下の一人。彼らもマリーと同じく2000年に渡って狂うことも許されない石化を施されていたためトラウマを抱えた者も少なくない。

### バンフィールド家私設軍
バンフィールド家麾下の軍事組織。二世代ほど前から名ばかりの軍になっていたが、リアムが改革したことで最精鋭が揃った精強な軍に生まれ変わる。

#### 辺境治安維持艦隊
スピンオフ作品「あたしは星間国家の英雄騎士!」にて登場。旗艦である空母メレアを始め、作中から二世代は古い艦で構成された艦隊。旧私設軍の中でもまともな活動をしていた軍人の受け入れ先として編成された。旧私設軍ではマシといっても改革後の私設軍で要求されるレベルではなかったため、領内にある居住・可住化可能だが、予算不足などを含めた種々の問題で開発・植民がされていない惑星の巡回調査といった危険度の低い、無人の機械でも済むような任務に回されている。
現在では、私設軍内で持て余された人材も押し付けられるようになり、ほぼ全てのクルーが不満を抱え、仕事への意欲を喪失していた。エマが配属されたことを契機に新型機の試験部隊となり、メレアは改修。すでに軍に未練の無い者は除隊した上で部隊も再編成され、人員たちも意欲と練度を回復しつつある。
ティム・ベイカー
空母メレアの艦長で、艦隊司令官も兼ねる。大佐。かつての堕落したバンフィールド家や私設軍上層部の下で命がけで戦い続けるうちに、いつしか熱意を失い、指揮下の部隊に危険を強いないことだけを考えるようになっていた。現在でも、上層部の命令に盲目的に従うような態度には、嫌悪感を抱いている。
長らく家に帰るどころか連絡すら取っていなかったようで、再編成後の任務で帝国から派遣された監査官が曾孫娘（アリスン・ベイカー）だったことに驚いていた。
ダグ・ウォルッシュ
機動騎士隊々員。准尉。ひげ面の中年。リアムの祖父の代から所属している。酒好きで勤務時間中にも呑んでいることが多々あった。階級は大きく違うが、ティム司令官とは昔馴染み。
モリー・バレル
機動騎士隊整備員。一等兵。赤毛のツインテールの女性。整備は丁寧だが、時間をかけすぎるとメレアに飛ばされた。仕事自体は真面目だが、作業着の上着を着ておらず上半身はチューブトップ一枚という姿で服装規定違反者。
ラリー・クレーマー
機動騎士隊々員。准尉。ゲーマーで気だるげな青年。騎士志望だったが、彼が入隊した当時は騎士育成のプログラムがなく、騎士学校が設立された時には入学可能年齢を越えていた。加えて、一般の（騎士ではない）将兵を粗略に扱う傲慢な騎士の指揮下で受けた仕打ちから、騎士という存在自体にも不信感を持っていた。
ジャネット
フルネームは不明。クラウスの艦隊のエースの機動騎士で階級は大尉。セリーナに敗北し戦死。

### 皇族
バグラーダ・ノーア・アルバレイト
皇帝。帝位につくまでは、優しく家族思いの人物であったようだが、即位後は得体のしれない何者かに変わってしまったようだ。自身の後継者たる皇太子にしても暇つぶしの玩具のような扱いをしている。
リアムは勘違いから案内人のいう真の敵は皇帝だと考えているが、本当に真の敵らしい動きをする。
カルヴァン・ノーア・アルバレイト
皇太子。リアムに敗れ、皇太子の座を追われるも、リアムの持つ開拓惑星の一つで民衆と全く同じ平凡な人生を過ごしている。平民出身の妃とその妃との間の子がついてきてくれ幸せに暮らしている。首都星に置いてきたほかの妃や子供などを心配しているなど、皇族としてはともかく個人としては凡庸な善人。
ライナス・ノーア・アルバレイト
帝位継承権第二位の皇子。リアムに敗れ、真っ先に継承権争いから姿を消す。
クレオ・ノーア・アルバレイト
皇位継承権第三位からカルヴァン失脚後の皇太子となる。実は女性で本来なら帝位継承権はない。バグラーダのお遊びで帝位継承権第三位になっていたが、このままでは自分に帝位につくことはないと当時有力貴族だったリアムに支援を頼む。リアムはそれを受け入れ、リアムのおかげで皇太子につくことができた。その直後にリアムへの嫉妬からリアムとは袂を分かつ。バンフィールド公爵家に謀反の疑いありということでバンフィールド領に親征する。カルヴァンやライナスに比べとても皇帝となるほどの器のある人物ではなく、周囲の人間曰く｢働き者の無能｣という評価を下されている。本人は皇太子になったので男性への性転換を強く求めたが、皇帝バグラーダの命令で女性のままでいる。
セドリック・ノーア・アルバレイト
帝国軍准将。ウォーレスと同じくその他大勢の皇子。帝国軍の窓際といわれるパトロール艦隊で腐っていた。その後ウォーレスを通じてリアムと知り合い、リアムの旗艦アルゴスの艦長に抜擢される。
リシテア・ノーア・アルバレイト
クレオの姉。味方のいなかったクレオのために騎士となった。騎士としては中の上くらいのレベル。
セシリア・ノーア・アルバレイト
クレオのもう一人の姉。帝位継承権三位の姉だが、自身の皇位継承権は非常に低いので婚期を逃している。クルトとの婚約が持ち上がっている。クルトとは気が合っているようで、クルトが「リリー」と名付けて引き取ったリアムのクローン女児も受け入れている。
グレアム・ノーア・アルバレイト
2100年ちょっと前に即位した皇帝だが、皇太子に魂を入れ体を乗っ取ることを繰り返しずっと生きていた。現在の器たるバグラーダが誰が皇太子になろうがどうでもよいという態度なのは「結局自分が支配すること」になるから。
宮殿地下にある悪神の盃という遺物を使い、人を超えた超越者になる事を目指している。代償として膨大な負の感情を集める事が必要な為、度々戦争を起こしたり、帝国を不平等の大きい国に構築したりしていた。

### 剣聖
帝国における剣士の最高位で4人しかいない（時代によって多少増減する）。もっとも、実力より多くの貴族からの推薦された上で帝国からの認可を受けるという名誉職となっている。
身長２ｍ５０ｃｍの男
本名は不明。宮殿でクレオを暗殺する為に雇われていた。ティアを圧倒する力があったが、リアムを強者と認識し、身体強化の術を使うもリアムに殺される。剣聖では唯一剣術当主では無く我流、純粋に力だけ強い剣士。
アーレン流剣術当主
本名は不明。帝国の剣術指南役をしている。アーレン剣術総本山の惑星で風華の襲撃を受ける。剣では勝てないと悟り、弟子たちに銃等で攻撃させるが通用せず、腹を刺される（死んではいない）。
クルダン流剣術当主
本名は不明。クルダン流の本拠地である惑星で凜鳳にいたぶられ負け、機動騎士で倒そうとするも通用せず。裸にされレーザー銃で背中に「一閃流参上」と書かれ気絶、高弟たちは足首を切られた。その模様を動画配信された。
ダスティン
ローモン剣術当主。辺境に赴任していたが征伐軍に加入させられる。リアムの強さを理解していて戦闘には殆ど参加しなかった。アーレン流とクルダン流の当主代理を倒せる力があり、ファラバルに不死者にされた事で強化されてガルンにいたが、エレンにあっさり殺された。

### 三騎士
かつてマリーもその称号を持っていたが、その後方針が変わり、歴代最強の騎士たちを三騎士とする事になった。コールドスリープされていてより強い騎士が見つかった場合と帝国の危機に目覚めさせる。
コーネリアス・セレ・クランシー
最強の三騎士でまとめ役もしている。髪の長い整えられた髭を持つ美青年、皇族であり公爵。
ディーディー・セラ・ドリュー
獅子のたてがみのような青髪を持つ女性。
エルジン・セラ・サンダース
緑色の髪をポニーテールにした男性。

### 貴族
ランドルフ・セラ・レーゼル
帝国子爵。各地の貴族子女の修業先として受け入れているが、実際は実家の力によってあからさまな差別をしている。案内人によってペーターとリアムの経歴が摺り替えられたことで、やってはいけないことを連発し、事実に気づいた時にはすべて手遅れになっていた。
カテリーナ・セラ・レーゼル
子爵令嬢。父親の意向で経歴がすり替わっていたペーターと婚約する。ピータック家の内情が、父から聞かされていたものとかけ離れていることに困惑するが、最終的にはペーターと共にピータック家を再建していくことを決める。
ペーター・セラ・ピータック
伯爵子息。典型的な悪徳貴族の放蕩息子で、アーレン流剣術皆伝と自慢しているが金で買ったもの。案内人によってリアムとデータを摺り替えられたことで、レーゼル子爵家での修業では特別扱いされた上、子爵令嬢のカテリーナとも婚約する。しかし、領地に帰った際に情報の齟齬が発覚。さらに子爵領の歓楽街で感染した性病でナニが爆発してしまう。そのことで憑き物が落ちたように己を恥じるようになり、カテリーナにも婚約を解消して帰るよう促すが、2人で領地を立て直していくことになる。
彼自身もリアム同様に親から領地を押し付けられた立場で、リアムの様に前世の記憶がある訳でもなくブライアンの様な最低限の家臣もおらず、彼の周囲には悪い見本しかいなかった。
エクスナー男爵
クルトとシエラの父。個人名は不明。武功だけで爵位を得た新興男爵家の初代当主。領地経営のノウハウに乏しく、仕方なく6割という重税を取っていたが、リアムの援助を受けて領地も豊かになる。アーレン流剣術免許皆伝で剣豪と呼ばれた機動騎士でファンの軍人が多くいたため（書類をよく見ず承認した結果、知らないうちに）、写真集を発行されてしまう、かなりの売上げを出したので、継続してグッズ販売などもするようになった。

### ゴアズ海賊団
バークリーファミリーに並ぶ大海賊団。経済、軍が立ち直りつつあったバンフィールド領を襲った海賊団。リアムの活躍で徹底的に滅ぼされる。
ゴアズ
声 - 稲田徹
ゴアズ海賊団を率いる。スキンヘッドの頭に傷があり、黒い髭を生やした粗暴そうな男。美男美女を捕まえ醜く人体改造する趣味を持つ。案内人に力を貰うも一閃流免許皆伝のリアムにあっけなく敗れ殺された。希少価値のある物質を創り出す「錬金箱 」を所有していた。
飼育係
声 - 遊佐浩二
ゴアズの特殊な趣味の実行者。自身の技術を自慢し売り込むが、リアムにあっけなく斬り殺される。アニメでは自動小銃で射殺された。

### バークリー・ファミリー
帝国への貢献を避けるため男爵位に留まっているが、実際は公爵以上の力を持っており、あくどいことにも手を染めているマフィア的な「海賊貴族」。帝国内の海賊は全てバークリーファミリーの息がかかっている。貴族といっても男爵家の集団で、当主であるカシミロが力を集中して持っている。報復を恐れ他の貴族からは手出しされない。「海賊狩り」で有名なリアムとは犬猿の仲。バンフィールド家と敵対するも敗れリアムに滅ぼされてしまう。機械に自己修復機能と意志を与える「マシンハート」や、条件が揃っていれば惑星を可住化できる「惑星改造装置」を所有していたが、リアムが手に入れている。
デリック・セラ・バークリー
幼年学校でリアムと出会う。男爵位をもち、茶髪で派手な恰好をしている。お遊びでロゼッタを襲うも、リアムに邪魔されコテンパンにされる。逆恨みでバンフィールド領を自らの艦隊で襲うも全滅させられてしまう。その報復でリアムの暗殺を企むがククリ達に阻止され、逆にリアムに手を出さないように脅しをかけられてしまう。それ以来リアムを恐れて幼年学校でおとなしくしていたが、度重なるリアムへの敗北でバークリーファミリー内での立場が無くなるのを恐れ幼年学校の機動騎士トーナメントで仕掛ける。リアムを罠にはめ100機以上の機動騎士でリアムに立ち向かうも、改装したアヴィド1機にあっけなく殲滅され、リアムに命乞いをしながらみじめな最後を迎える。
カシミロ
バークリーファミリーの当主。息子デリックを殺されたことで、バークリーファミリーのメンツをつぶされたとして、リアムとバンフィールド家をつけ狙う。経済戦争を仕掛けるも逆に破れてしまい、全面戦争に持ち込むも、バンフィールド軍に破れ、ついに滅ぼされてしまう。
ドルフ・セラ・ローレンス
リアムが士官学校に入学した後の最上級生。リアムと艦隊戦をシミュレーターで戦うも敗北し、その際以前から卑怯なイカサマをしていたことがばれ、軍の出世コースから外れてしまう。その後カシミロに拾われバークリー艦隊で、バンフィールド艦隊に挑むも破れ、アヴィドでとどめを刺される。

### ダリー傭兵団
スピンオフ小説「あたしは星間国家の英雄騎士!」に登場する傭兵団。アタランテの鹵獲もしくは破壊をどこかに依頼されていた。
セリーナ
ダリー傭兵団の実働部隊のリーダー。機動騎士としては鹵獲した機動騎士をすぐ使いこなすなど一流以上の腕前。鹵獲したゴールド・ラクーンでジャネットを戦死させた。何度もエマとの戦闘になる。
シータＹＡ０８９１ネイサン
統一政府の強化兵士。アタランテを捕まえ自爆したがアタランテは破壊出来ず。

### 覇王国（グドワール覇王国）
グドワール
案内人と似た力があり普通は人間には見えない、スーツを着用した男性の体を持っていながら、頭部は脚のついたタコ、覇王国が争いを続ける様精神に影響を与えている。強者を育成しようとしていて完成形と言っていたイゼルがリアムに殺され、激怒し姿を現し一閃流の剣士たちを殺そうとするが、リアムの愛刀で放った一閃を受け敗北。力を失い小さな姿でいたところを案内人に喰われた。
イゼル
覇王国王太子、覇王国では最強の力を持ち、グドワールから与えられた古代兵器の高速自己修復能力を持つ八本腕の機動騎士に騎乗していた。アヴィドの自律攻撃時は優勢だったが、操縦をリアムに交代後に一旦ばらばらにされて、修復前に一閃を放ったところ自己修復に不具合が起き機体が崩れて死亡。機動騎士を構成していた液体は回収し第七兵器工場に譲渡した。
ハジテーメ
イゼル直轄の十二天の一人。一流の騎士だがリアムに負け戦死。
アリューナ
イゼル死後の王太子の女性。停戦交渉でリアムに初めて会った時には（強い子を産むために）「遺伝子をくれ」と言ってきた。戦争時にはアラクネという数百も子機を生産し続ける古代兵器の機動騎士で風華と凜鳳の2機のアマリリスを物量を利用した持久戦で追い込むが、アヴィドによる一閃を受け子機は全滅し、その後本体は８本の腕全てを切られ敗北した。
覇王
覇王国国王、名前は不明。敗戦後国を存続させる代わりに有事にはリアムに従うという条件を飲む。リアムに「遺伝子をくれ」と言ってきたが当時は巨漢だった（拒否したが、トラウマになりしばらくリアムは悪夢を見続けた）。その後征伐軍とバンフィールド家の戦闘時にリアムの指示で帝国に侵攻した時には性転換して銀髪の女性だった。　

### 征伐軍
バンフィールド家に謀反の疑いがあるという理由で帝国が派遣した六百万隻の艦隊。総司令官はクレオ。
ハンプソン侯爵
クレオは経験不足な為実質的な司令官。あくどい事も平気でする。ティアの艦隊と対峙。ガルンとの通信を妨害すれば自己修復を阻害出来ると看破され乗艦を撃破され死亡。
トライド子爵
上昇志向の塊。マリーの艦隊と対峙。不死者となっていたが宇宙空間で機動騎士に何度も握りつぶされ、苦しみから殺してくれと懇願していた、ファラバルの死により死亡。
コズモ
特殊任務艦隊を率いる、元海賊の帝国軍大将。制圧した惑星の略奪が任務という事で参加していた。リアムと会うと戦わず逃げていたが、結果的にリアムの艦隊と戦う事となり捕縛。その後ティアに引き渡された模様。
ファラバル
征伐軍では無く異界の王、いわゆる魔王。骨だけの体のような姿。リアムの強さを感じてこの世界に来た。ガルンという自己修復する戦艦で征伐軍の上に出現、ハンプソン侯爵、トライド子爵及びその部下をアンデッド化し不死にして、艦にも自己修復の力を付与した。　アルゴスで強引にガルンに突っ込み一閃流の敵なのでリアム、風華、凜鳳、エレンの４人で突入。ファラバルはリアムを勇者と呼び、強者との戦いを非常に嬉しがっていて、リアムが最強と言った安士にも会いたがっていたが、リアムの愛刀での一閃を受けて満足して敗北、死に際には魔王を討伐した事に対する褒美という事で戦艦を自己修復できる装置をアルゴスに移管した。

### 地球
安久井 香菜美（あくい かなみ）
声 - 小坂井祐莉絵
リアムの前世の妻と不倫相手との間に生まれた娘。前世のリアム（義父）に大切に育てられていたが、幼い頃は何でも買ってくれる不倫相手に懐き、不倫相手が本当の父親であることを知った時は喜び、義父に対して心無い言葉を浴びせてしまう。だが、義父が死んだ直後に案内人によって変心した実父に母娘共々捨てられてしまい(アニメ版では実父が横領容疑で逮捕された事により)、そこから貧困生活を余儀なくされてしまう。
アール王国編（書籍版7巻）では、高校生になった時点で再会する。生活保護で細々と暮らしていたが、学生になった時には母が仕事が長続きせずに次第に働かなくなり、生活保護も打ち切られて自身がアルバイトをして生活を支えるようになる。今の生活に絶望し、大切にしてくれた義父に対する仕打ちと謝る機会を永遠に失ったことに深く後悔していた。母から夜の仕事を勧められたことで家を飛び出し、公園で途方に暮れていた時に勇者召喚に巻き込まれ、リアムとともにアール王国に召喚される。地球帰還前にリアムから多量の金貨を（書籍版では宝石も）貰った。リアムは姓が違うので娘とは別人という認識だった。

美香（みか）
声 -大原さやか
リアムの前世の離婚した妻。その後課長からも離婚される。あてにしていた養育費は（死んだので）すぐ来なくなった為、貧困生活。アニメ版では課長と離婚した描写は無い。

課長
声 -森田順平
本名は不明。香菜実の実の父。リアムの前世に横領の罪を捏造し懲戒解雇にした犯人。その後美香と結婚したがすぐ離婚した。元々案内人の干渉で関わったらしいが、その干渉であっさりと妻子を捨てるなど相当な悪人。アニメ版では美香と離婚した描写は無く、横領容疑で逮捕された。

### アール王国
エノラ・フラウ・フラウロ
アール王国女王。１７歳の金髪碧眼の美少女。両親と兄が死んだ為若くして即位した。魔王に対抗するため（後で色々面倒になるが）勇者召還を決断。
シタサン
アール王国の大魔法使いで、勇者召還を行った。
ノゴ
獅子将軍と呼ばれる魔王軍四天王の１人。２足歩行のライオンの様な容姿。アール王国王宮攻めの際リアムに殺される。
グラス
ノゴの部隊の戦士で軍師。狼族の族長でチノの父。魔王軍敗北後は一族を犬族と呼んでいる。
チノ
グラスの娘で狼族の少女。小柄で胸も小さく、白銀の髪、銀色の体毛、黄色の目を持つ。並の戦士たちをいとも容易く倒してしまう膂力を持つ戦士。グラスからリアムに差し出され、ペットという考え方で連れて帰る。以後バンフィールド家でメイドとして働いている。よく言葉を噛む癖がある。
ゴリウス
過去何度か勇者に倒されたが必ず復活する魔王、人間の悪意の塊であり物理攻撃も魔法も無効の存在。リアムの愛刀で消滅し復活も出来なくなった。

## 世界観
人類が生活している多数の星々を宇宙船が飛び回り、人々が集まる大都市には高層ビルが立ち並ぶ未来的な世界。カプセルを使った教育、肉体強化や再生医療も進んでいる。一方で剣と魔法の世界でもあり、エルフ、オーク、ゴブリン、獣人、といったといった亜人種や魔王なんかも存在している。
この世界の人間の寿命
50歳で成人するも容姿は13歳前後。まともに大人とみられるのは100歳から。モラトリアムが200歳くらいまで。結婚で悩むのは100歳以上差。人によっては500歳まで生きる。数百歳を超えると老人化するがそれまでは、アンチエイジングが進んでいることもあり20代くらいの容姿で過ごす。10年くらいは数か月から1年程度の感覚。
遺伝子情報さえあれば、人工子宮で自然分娩を介さずとも子どもを作れるので結婚と出産は完全に別々に考えられていて、人命が軽い世界でもある。
カプセル
中で眠ることで知識の刷り込みや騎士となるための身体強化を行う装置。カプセル内で数か月～半年ほど眠ることで必要な知識や能力を得られるが、得た知識や能力は実践して活用するか、反復学習・トレーニングを続けていなければ失われてしまう。前述の人工子宮や医療装置もカプセルと呼ばれているため同系統の技術が使われている。
ワープ
宇宙空間を跳躍する手段として長距離と短距離の二種類のワープがある。物語中で長距離と短距離の境界値、各ワープ手順の詳細な内容は言及されていない。
長距離ワープは長距離ワープゲートと呼称する巨大な機械の門を用いる。長距離ワープゲートには管制官が常駐しており、彼らが操作する事で跳躍先のゲート選択と進行方向の設定をする
同時に長距離ワープゲートは地政学上の重要拠点でもあり、これらを無傷で掌握する事が出来れば星間国家攻略の橋頭堡となる。
短距離ワープは魔法術式で展開する方式で、跳躍可能距離の範囲内であれば任意の座標に跳躍する事が可能である。宇宙船舶の跳躍が可能なのはもちろんだが、母艦が術式展開することで機動騎士の跳躍も可能である。
ほぼ数分前のレベルだがワープ出現検知や出現座標予測が可能な探知兵器が存在する。さらに、範囲を限定する必要があるが短距離ワープのジャミングが可能な兵器が存在する。これらの探知兵器の存在がある限り短距離ワープを使う奇襲は完全に不可能である。
世界樹
一部の惑星にあるエルフ、ゴブリン、オークの３種族のみが管理できる植物でエリクサーを生産する事が出来る。エリクサーを無理に搾り取るとすぐに（およそ１００倍の速度で）枯れてしまい、惑星も荒廃してしまう。

### ロストテクノロジー
歴史の中で失われた技術・知識の産物。現物が残っていても、所在が知れないか持ち主の大半が存在を秘匿しているため、解析も進んでいない。
錬金箱
物質を任意の素材に変換する機能を持つ小箱。海賊のゴアズが秘匿していたが、リアムが手に入れる。当初は単なる小箱と思っていたが、ブライアンの指摘から試して本物と判明する。リアムは海賊を退治した際に発生したデブリ等を残らず回収させて希少素材に変換して利用するほか、売却して利益を得ている。

マシンハート
機械に埋め込む（一体化させる）ことで、自己意思と自己修復能力を与える装置。案内人が発見し、バークリーファミリーの旗艦に使用した。倒したリアムが手に入れる。最初は天城に使うとしたが一体化せず、アヴィドに使用した。

惑星開発装置
惑星の持つ生命力を活性化させることで可住化（テラフォーミング）させる装置。機能を逆に使うと星の生命力を吸い尽くして秘薬・エリクサーを作り出すことが出来る。バークリーファミリーが所有していたが、リアムが手に入れる。

### 機動騎士
魔力によってパイロットと同調し動く人型機動兵器。騎士も一般兵も搭乗する。騎士が乗った機動騎士は、一般兵の性能を凌駕する。通常兵器だけではなく魔法を使った攻撃も行える。大きさで種類分けされており、旧式は24メートル。新型は18メートル。14メートルと小型化の傾向が大きい。
新型には操縦アシスト機能が組み込まれており、普通に動かすだけならそこまで難しくはなく、システム自体は一般向けの作業機にも採用されており、作業機乘りに転職した元軍人や騎士はけっこういる。
アヴィド
リアム専用の機動騎士。第七兵器工場製。元は曾祖父・アリスタの使っていた旧式。高性能だが操縦アシスト機能を持たない。だが、その分熟練すればアシスト付きの機体より自由自在に動かすことが出来る。リアムの実力向上に伴って、ニアスの手でより強力に改修されていく。バークリー・ファミリーとの戦いで手に入れた「マシンハート」を組み込まれ、明確な意志や自己修復能力を持つ。
通常の専用機は持ち主に合わせたパーソナルカラーに塗られているが、アヴィドの場合、惜しみなく投じられたアダマンタイトやミスリルといった希少素材の質感そのままの色合いとなっている。反面運用コストは青天井で個人でならともかく量産や軍で運用するには向かない。ニアスの手で大改修を受けた際には要求したニアスが呆れるほどの希少素材が（錬金箱で）揃えられた。

グリフィン
戦艦型から人型に変形し、頭部にアヴィドがドッキングすることで稼働するオプション装備。戦艦級のサイズを誇るが、戦闘規模の大きさから使いどころが限定される。
アマリリス、ガーベラ
アヴィドの量産機。リアムが自身の予備機及び、弟子のエレンに与えるために作らせていたが、カルヴァンがリアムに対抗するために奪取・運用された。元になった機体が機体だけに量産機と言っても名前だけで、限りなくワンオフに近い。リアムとクルトによって鹵獲されたのち、凜鳳と風華、エレンなど一閃流の使い手に与えられている。
アマリリスは凜鳳と風華の乗る機体。奪取したカルヴァン側によってリアムのデータから構築されたAIによって制御された機体で、リアムに対して2機で掛かるという発想で運用されたがリアムには敵わず鹵獲される。凜鳳の機体をアインと呼び、風華の機体をツバイと呼ぶ。
ガーベラはエレンの乗る機体。クルトによって鹵獲されたが、パイロットはリアムの遺伝子情報から作られたクローン女児だった。

ネヴァン
小説版登場。第三兵器工場で製造された次期主力量産機。バンフィールド家が先行して配備を進めている。ティアの乗騎はホワイトとパープルのパーソナルカラーに塗られている。マリーも同機に騎乗するもアシスト機能に不満をもっていた。

アタランテ
ネヴァンをベースに作られた試作実験機。あまりに尖った仕様ゆえに乗りこなせる騎士がいなかったが、エマ・ロッドマンが使いこなしたことで途絶しかけていた開発計画が続行されている。
その極端すぎる性能からアシストシステムが対応できないため最初から搭載されていない。機体に見合わぬ高出力エンジンによる超高機動が売りだが、エマ以前のパイロットは対応できなかった上にオーバーロードと称される過負荷状態では機体が出力に耐えられず自壊する危険性があったが、ニアスの手でフレームから改修されたことで一回のオーバーロード発動で自壊することはなくなり、OSもアヴィド用のものを流用したことで大幅にスペックが向上した。計画続行のため、空母メレアが専用運用艦として改装されている。

アズール・ネヴァン
ネヴァンのカスタム機。リアムが正体を隠して海賊狩りをするために手に入れたが、天城にバレて没収された。

ラクーン
小説版登場。第七兵器工場で製造された量産機。曲面装甲を使用し、全体的に丸みを帯びたタヌキのようなデザイン。性能はともかくデザイン的には騎士・軍人からの評価は低い。
ゴールド・ラクーン
ラクーンをカスタムしたスペシャル機であり、リアム好みに金色に塗装されている。工場を襲撃した傭兵組織に奪われてしまう。

テウメッサ
小説版登場。ラクーンから装甲板を削って、耐久性に問題を抱える機体。ラクーンをタヌキとすればテウメッサはキツネのような外観を持つ。マリーの乗騎でありアシスト機能が少ない。腕に覚えのある騎士はこの機体の配備を希望する者が多い。
マリーの専用機は紫色に塗られているが、白を加えたものが本来のパーソナルカラーだった。バンフィールド家では既にティアのカラーとして登録されていたため使えず、ティアと反目する一因でもある。

エリキウス
チェンシー・セラ・トウレイの専用機。機動力を稼ぐために、ほぼ全ての装甲が取り除かれているという正気を疑う機体。

ヴァナディース
小説版登場。第六兵器工場で製造されたワンオフの高級機。女性型の機動騎士。性能については目を見張るものがあるが、部品等もすべてワンオフのため運用が現実的ではなく誰も興味を持たなかったため、第六兵器工場も焦っていた。いろいろあって、リアムが購入するが、セットで運用するためのシステムを搭載した戦艦がついてきて、天城にリアムが怒られる。
ヴァナディース・フレイ
小説版登場。リアムがクルトにプレゼントした機動騎士。中身は女性型の機動騎士ヴァナディース。アーマーで隠し男性型に偽装している。

モーヘイブ
量産機。作中では既に旧式化している。性能よりコストを重視した設計で、軍の予算縮小を考えた貴族には良く売れた。バージョンアップした二型以降は幾分ましになっているが、最初期の一型ともなると官民問わず、まともな軍では退役している。

### 艦艇
艦種は戦艦、巡洋艦、駆逐艦、空母の存在が物語中で確認されている。
戦艦
貴族が帝国の許可なしで保有可能なのは全長2000メートル未満の戦艦で領軍の主力艦艇である。ビームや実体弾の兵装が搭載されており、艦載兵器として機動騎士が搭載可能である。

旗艦クラス戦艦
全長2000メートル超の戦艦は「旗艦クラス」と呼称する。建造、購入、保有には帝国の許可がいる。

要塞級戦艦
戦艦に分類されているが要塞の様な惑星若しくは小惑星規模の人工物。戦艦というよりは人工天体と表現するのが正確で、その規模ゆえに多数の艦艇を収容可能である。
バンフィールド家の開拓惑星に配備されていた要塞級戦艦は形状が巨大な球体となっている。

超弩級戦艦
旗艦クラス戦艦と同様に建造、購入、保有には帝国の許可がいる。
全長が何千メートルもある巨大な艦艇で、町がそっくり一つ分入るぐらいの大きさがある。

ヴァール
リアムが宇宙海賊「ゴアズ海賊団」を討伐した報償で超弩級戦艦の建造が許可されたため、帝国第三兵器工場が建造を担当した。バンフィールド家私設軍の総旗艦となる 。
アルゴス
ニアスがリアムから提供されたレアメタルを使いまくって建造した為高性能。ガルンから移管された装置で自己修復と燃料弾薬が減らない機能を獲得している。バンフィールド家私設軍の総旗艦（運用はリアムがアール王国に行ってた時から）。

巡洋艦
貴族が帝国の許可なしで保有可能な艦艇で、詳細な形状や規模、兵装は不明である。

駆逐艦
貴族が帝国の許可なしで保有可能な艦艇で、詳細な形状や規模、兵装は不明である。

空母
正式呼称は宇宙空母で、物語の流れから艦載兵器は機動騎士である。搭載可能数や兵装は不明である。
メレア
バンフィールド家私設軍辺境治安維持艦隊の旗艦で、シンプルな一枚岩のモノリスを思わせる形状の旧式宇宙空母である。

### 星間国家
複数の星系を、まとめた国家。政体ごとに帝国、連合王国、連邦、統合政府、覇王国、その他の小国がある。また、星間国家に発展していない惑星単体の亜人類を含めた人類居住惑星もある。
アルグランド帝国
皇帝を頂点とした貴族制国家。支配するためのコストを考えると誰かに任せたほうが安上がりだという理由で貴族制が復活している。民主主義に目覚めた惑星は燃やして奇麗さっぱり滅ぼされる。
貴族家の次期当主や帝国騎士となるためには定められた学業の修了や軍・公官庁への出仕といった義務がある。貴族制や騎士といった職業・身分があるためか剣術も奨励されているが、著名な流派は皆伝や目録の売買を行っているほか、試験を受けるにも高額な費用がかかる。

グドワール覇王国
強さが全ての脳筋国家。

パラレル連邦
いくつもの独立した星間国家がまとまってできた巨大星間国家。大統領制を引いており貴族が存在していない。

ルストワール統合政府
いくつもの民主主義国家の集まり。帝国よりも人工知能に頼る割合が大きい。軍隊に騎士はおらず「強化兵士」という道具扱い、

オクシス連合王国
いくつもの王国が集まり共和政体をとっている。封建体制を取っているのは帝国と一緒。

エウリユス聖騎士国
誕生してから１００年も経っていない新興星間国家。

アール王国
未開惑星の国家。いかにも異世界ファンタジーの世界観の中世ヨーロッパレベルの文明しか持たず、宇宙の概念すら知らない。魔王と呼ばれる存在に脅かされ勇者召喚を行う。召喚されたリアムによって魔王を倒されるが、そんなリアムに説教していた天城を信仰対象として崇めるようになる。

## 既刊一覧

### 小説
- 三嶋与夢（著）・高峰ナダレ（イラスト） 『俺は星間国家の悪徳領主！』 オーバーラップ〈オーバーラップ文庫〉、既刊11巻（2025年7月25日現在）
  1. 2020年7月25日発売[17]、ISBN 978-4-86554-694-1
  2. 2020年12月25日発売[18]、ISBN 978-4-86554-801-3
  3. 2021年4月25日発売[19]、ISBN 978-4-86554-888-4
  4. 2021年10月25日発売[20]、ISBN 978-4-8240-0020-0
  5. 2022年4月25日発売[21]、ISBN 978-4-8240-0159-7
  6. 2022年12月25日発売[22]、ISBN 978-4-8240-0359-1
  7. 2023年5月25日発売[23]、ISBN 978-4-8240-0499-4
  8. 2024年1月25日発売[24]、ISBN 978-4-8240-0682-0
  9. 2024年10月25日発売[25]、ISBN 978-4-8240-0969-2
  10. 2025年3月25日発売[26]、ISBN 978-4-8240-1113-8
  11. 2025年7月25日発売[27]、ISBN 978-4-8240-1254-8 - 書籍版書き下ろし。
- 三嶋与夢（著）・高峰ナダレ（イラスト） 『あたしは星間国家の英雄騎士！』 オーバーラップ〈オーバーラップ文庫〉、既刊4巻（2025年3月25日現在）
  1. 2022年12月25日発売[28]、ISBN 978-4-8240-0358-4
  2. 2023年9月25日発売[29]、ISBN 978-4-8240-0604-2
  3. 2024年6月25日発売[30]、ISBN 978-4-8240-0849-7
  4. 2025年3月25日発売[31]、ISBN 978-4-8240-1112-1

### 漫画
- 三嶋与夢（原作）・高峰ナダレ（キャラクター原案）・灘島かい（作画） 『俺は星間国家の悪徳領主！』 オーバーラップ〈ガルドコミックス〉、既刊8巻（2025年4月25日現在）
  1. 2021年10月25日発売[32][33]、ISBN 978-4-8240-0030-9
  2. 2022年4月25日発売[34]、ISBN 978-4-8240-0170-2
  3. 2022年10月25日発売[35]、ISBN 978-4-8240-0317-1
  4. 2023年4月25日発売[36]、ISBN 978-4-8240-0478-9
  5. 2023年10月25日発売[37]、ISBN 978-4-8240-0640-0
  6. 2024年4月25日発売[38]、ISBN 978-4-8240-0811-4
  7. 2024年10月25日発売[39]、ISBN 978-4-8240-0990-6
  8. 2025年4月25日発売[40]、ISBN 978-4-8240-1169-5
- 石口十（漫画）・三嶋与夢（原作）・高峰ナダレ（キャラクター原案）『あたしは星間国家の英雄騎士！』オーバーラップ〈ガルドコミックス〉、既刊4巻（2025年7月25日現在）
  1. 2023年12月25日発売[41][42]、ISBN 978-4-8240-0691-2
  2. 2024年6月25日発売[43]、ISBN 978-4-8240-0864-0
  3. 2025年4月25日発売[44]、ISBN 978-4-8240-1168-8
  4. 2025年7月25日発売[45]、ISBN 978-4-8240-1269-2

## テレビアニメ
2024年10月に放送された配信番組「創刊10周年メモリアルフェス!オーバーラップ文庫オールスター大集結SP」にてテレビアニメ化が発表され、2025年4月から6月まで朝日放送テレビ・テレビ朝日系列『ANiMAZiNG!!!』枠ほかにて放送された。

### スタッフ
- 原作 - 三嶋与夢（オーバーラップ文庫刊）[11]
- キャラクター原案・メカ原案 - 高峰ナダレ[11]
- 監督 - 柳沢テツヤ[11]
- シリーズ構成・脚本 - 高山カツヒコ[11]
- キャラクターデザイン - 森前和也[11]
- サブキャラクターデザイン - 岩田竜治、赤樹壱磨
- プロップデザイン - 岩田竜治
- メカデザイン - 山根まさひろ、ことぶきつかさ、森木靖泰、赤樹壱磨[11]
- 戦艦デザイン - 渡辺哲也[11]
- キーアニメーター - 吉田徹[11]
- 美術監督 - 地蔵本拓嗣[11]、杉山祐子
- 美術設定 - 白石誠[11]
- 色彩設計 - 池田ひとみ[11]
- 撮影監督 - 今泉秀樹[11]
- 3DCGディレクター - 渡辺哲也[11]
- 編集 - 増永純一[11]
- 音響監督 - 納谷僚介[11]
- 音響効果 - 川田清貴[11]
- 音響制作 - プロセンスタジオ[11]
- 音楽 - 瀬尾祐介、成田旬[11]
- 音楽制作 - ポニーキャニオン[11]
- 音楽プロデューサー - 鎗水善史、小山和歌子
- プロデューサー - 小林大介、成田明浩、鎗水善史、岩田一成、菊川幸夫、林雅之、大貫佑介
- アニメーションプロデューサー - 淡野直人
- アニメーション制作 - Quad[11]
- 製作 - 俺は星間国家の悪徳領主！製作委員会2025

### 主題歌
「宇宙的MYSTERY」
最終未来少女によるオープニングテーマ。作詞は辻村有記、作曲・編曲は辻村有記と伊藤賢。
「なんとなく」
藤咲凪によるエンディングテーマ。作詞は辻村有記、作曲・編曲は辻村有記と伊藤賢。

### 各話リスト
| 話数       | サブタイトル       | 絵コンテ          | 演出       | 作画監督                                                     | メカ作画監督                                                     | 総作画監督                 | 初放送日      |
| ---------- | ------------------ | ----------------- | ---------- | ------------------------------------------------------------ | ---------------------------------------------------------------- | -------------------------- | ------------- |
| episode 01 | 〜復讐〜           | 柳沢テツヤ        | 岩垂瑞樹   | 藤田正幸                                                     | 山根まさひろ 吉田徹 緑樹参時                                     | 森前和也                   | 2025年 4月6日 |
| episode 02 | 〜転生〜           | 西島克彦          | 佐々木純人 | Lee Jong man Ho seung jin 閔賢叔 安孝貞 北條直明 杉本幸子    | 山根まさひろ 緑樹参時                                            | 萩尾圭太 森前和也          | 4月13日       |
| episode 03 | 〜一閃流〜         | 渡部高志          | 佐久間瑞希 | 飯飼一幸 輿石暁                                              | 緑樹参時                                                         | 柄谷綾子 森前和也          | 4月20日       |
| episode 04 | 〜初陣〜           | 柳沢テツヤ        | 安藤貴史   | 森前和也                                                     | 山根まさひろ 緑樹参時                                            | -                          | 4月27日       |
| episode 05 | 〜ハニートラップ〜 | 斎藤久            | 内堀雅人   | 晴れやか 米川 吳俊                                           | -                                                                | 柄谷綾子 森前和也          | 5月4日        |
| episode 06 | 〜宝島〜           | 斎藤久            | 安藤貴史   | 安孝貞 金技燁 Lee Jae Min Lee Jong Man Ho seung Jin 鵜池一馬 | 山根まさひろ 緑樹参時                                            | 萩尾圭太 森前和也          | 5月11日       |
| episode 07 | 〜姫騎士〜         | 西島克彦          | 久保百合   | 飯飼一幸 沼田広                                              | 山根まさひろ 緑樹参時                                            | 森前和也                   | 5月18日       |
| episode 08 | 〜ハーレム計画〜   | 西島克彦          | 佐々木純人 | 藤田正幸 工藤公聖                                            | 緑樹参時                                                         | 鈴木政彦 森前和也          | 5月25日       |
| episode 09 | 〜量産型メイド〜   | 西澤晋            | 安藤貴史   | Lee Jong Man Ho seung Jin Lee Jae Min 閔賢叔 安孝貞 緑樹参時 | -                                                                | 柄谷綾子 森前和也          | 6月1日        |
| episode 10 | 〜決戦〜           | 柳沢テツヤ        | 佐々木純人 | 張益                                                         | 山根まさひろ 大森英敏 青柳重美 飯飼一幸 沼田広 緑樹参時 吉田徹   | 萩尾圭太 森前和也          | 6月8日        |
| episode 11 | 〜悪徳領主〜       | 柳沢テツヤ        | 安藤貴史   | 藤田正幸                                                     | 山根まさひろ 大森英敏 吉田徹 緑樹参時 青柳重美 竹上貴雄 遠藤萌香 | 鈴木政彦 森前和也          | 6月15日       |
| episode 12 | 〜家族〜           | 柳沢テツヤ 西澤晋 | 安藤貴史   | 工藤公聖 沼田広 ENGI                                         | 緑樹参時                                                         | 柄谷綾子 萩尾圭太 森前和也 | 6月22日       |

### 放送局
| 放送期間               | 放送時間                     | 放送局                                                        | 対象地域 | 備考                                 |
| ---------------------- | ---------------------------- | ------------------------------------------------------------- | -------- | ------------------------------------ |
| 2025年4月6日 - 6月22日 | 日曜 2:00 - 2:30（土曜深夜） | 朝日放送テレビ（幹事局）および テレビ朝日系列フルネット全24局 | 日本国内 | 『ANiMAZiNG!!!』枠                   |
| 2025年4月8日 - 6月24日 | 火曜 21:30 - 22:00           | AT-X                                                          | 日本全域 | CS放送 / 字幕放送 / リピート放送あり |

| 配信開始日   | 配信時間                   | 配信サイト |
| ------------ | -------------------------- | --- |
| 2025年4月6日 | 日曜 2:30（土曜深夜） 更新 | ABEMA dアニメストア （本店・ニコニコ支店・for Prime Video）                                                              |
| 2025年4月8日 | 火曜 2:30（月曜深夜） 更新 | Prime Video U-NEXT アニメ放題 Lemino DMM TV バンダイチャンネル Hulu FOD FODチャンネル for Prime Video ニコニコチャンネル |
| 2025年4月9日 | 水曜 0:00（火曜深夜） 更新 | TELASA （見放題プラン） J:COM STREAM （見放題） Pontaパス milplus見放題パックプライム                                    |
|              | 水曜 12:00 更新            | TVer |

| 朝日放送テレビ・テレビ朝日系列 ANiMAZiNG!!! | 朝日放送テレビ・テレビ朝日系列 ANiMAZiNG!!! | 朝日放送テレビ・テレビ朝日系列 ANiMAZiNG!!! |
| 前番組                                      | 番組名                                      | 次番組                                      |
| ------------------------------------------- | ------------------------------------------- | ------------------------------------------- |
| 魔法つかいプリキュア!!〜MIRAI DAYS〜        | 俺は星間国家の悪徳領主!                     | 週刊ラノベアニメ                            |

## ゲーム
スーパーロボット大戦DD
2019年8月より配信されているiOS / Android用アプリゲーム。
期間限定参戦が予定されている。